# Olympische Sommerspiele 1912/Teilnehmer (Australasien)
| Gelbes Symbol für Goldmedaillen mit stilisierten Olympischen Ringen | Graues Symbol für Silbermedaillen mit stilisierten Olympischen Ringen | Braundes Symbol für Bronzemedaillen mit stilisierten Olympischen Ringen |
| ------------------------------------------------------------------- | --------------------------------------------------------------------- | ----------------------------------------------------------------------- |
| 2                                                                   | 2                                                                     | 3                                                                       |

Australasien war der Name des Teams, das sich aus Sportlern aus Australien und Neuseeland zusammensetzte und an den Olympischen Sommerspielen 1912 in Stockholm, Schweden, teilnahm. Insgesamt nahmen 26 Teilnehmer aus beiden Staaten teil. Australasien trat bereits bei den Olympischen Sommerspielen 1908 als Zusammenschluss von Australien und Neuseeland an. Bei den folgenden Olympischen Spielen 1920 traten beide Teams getrennt voneinander an.
Die Mannschaft setzte sich aus drei Neuseeländern (Malcolm Champion, Tony Wilding und George Hill) und 23 Australiern zusammen. Tony Wilding gewann eine Bronzemedaille im Hallentennis und Malcolm Champion als Teil der Schwimmstaffel eine Goldmedaille.

## Medaillengewinner

### Olympiasieger
| Name                                                         | Sportart  | Wettkampf                  |
| ------------------------------------------------------------ | --------- | -------------------------- |
| Fanny Durack                                                 | Schwimmen | 100 Meter Freistil, Frauen |
| Leslie Boardman Malcolm Champion Cecil Healy Harold Hardwick | Schwimmen | 4 × 200 Meter Freistil     |

### Silber
| Name             | Sportart  | Wettkampf                  |
| ---------------- | --------- | -------------------------- |
| Cecil Healy      | Schwimmen | 100 Meter Freistil         |
| Wilhelmina Wylie | Schwimmen | 100 Meter Freistil, Frauen |

### Bronze
| Name            | Sportart  | Wettkampf              |
| --------------- | --------- | ---------------------- |
| Harold Hardwick | Schwimmen | 400 Meter Freistil     |
| Harold Hardwick | Schwimmen | 1500 Meter Freistil    |
| Anthony Wilding | Tennis    | Einzel (Halle), Männer |

## Teilnehmer nach Sportarten

### Leichtathletik
- William Murray
10.000 Meter Gehen: DSQ

- George Hill
5000 Meter: 4. Platz
10.000 Meter: DNF

- Stuart Poulter
Marathon: DNF

- Claude Ross
400 Meter: DNF

- William Stewart
100 Meter: Vorläufe
200 Meter: Vorläufe

### Rudern
- Cecil McVilly
Einer: DSQ

- John Ryrie, Simon Fraser, Hugh Ward, Thomas Parker, Henry Hauenstein, Syd Middleton, Harry Ross-Boden und Roger Fitzhardinge
Achter: Viertelfinale

### Schwimmen
- Leslie Boardman
100 Meter Freistil: Viertelfinale
4-mal-200-Meter-Freistilstaffel:  Olympiasieger

- Malcolm Champion
400 Meter Freistil: Halbfinale
1500 Meter Freistil: DNF im Finale
4-mal-200-Meter-Freistilstaffel:  Olympiasieger

- Fanny Durack
Damen 100 Meter Freistil:  Olympiasieger

- Harold Hardwick
100 Meter Freistil: Viertelfinale
400 Meter Freistil:  Dritter
1500 Meter Freistil:  Dritter
4-mal-200-Meter-Freistilstaffel:  Olympiasieger

- Cecil Healy
100 Meter Freistil:  Zweiter
400 Meter Freistil: 4. Platz
4-mal-200-Meter-Freistilstaffel:  Olympiasieger

- William Longworth
100 Meter Freistil: Verzicht auf die Teilnahme am Finale
1500 Meter Freistil: Verzicht auf die Teilnahme am Halbfinale

- Frank Schryver
200 Meter Brust: Viertelfinale
400 Meter Brust: Viertelfinale

- Theodore Tartakover
100 Meter Freistil: Vorlauf
400 Meter Freistil: Viertelfinale

- Wilhelmina Wylie
100 Meter Freistil:  Zweiter

### Tennis
- Anthony Wilding
Herren Hallenturnier:  Dritter